# Bitwa pod Liège
Bitwa pod Liège – jedna z pierwszych bitew na froncie zachodnim I wojny światowej, stoczona w dniach 5–16 sierpnia 1914 roku, podczas której armia niemiecka szturmowała belgijską twierdzę Liège.
Początkowe ataki na dobrze ufortyfikowaną pozycję były nieskuteczne, ale po dostarczeniu ciężkiej artylerii i wycofaniu głównych sił belgijskich z miasta wojskom niemieckim udało się zdobyć twierdzę i kontynuować ofensywę w głąb Belgii. 

## Tło
Zgodnie z niemieckim planem wojennym, opracowanym przez szefa sztabu generalnego armii niemieckiej Alfreda von Schlieffena w 1905 roku, armia niemiecka w nadchodzącej wojnie powinna przeprowadzić wojnę błyskawiczną, wykorzystując terytorium Belgii do ominięcia głównych linii obronnych Francuzów i zajścia armii francuskiej z flanki.
Po wybuchu I wojny światowej Belgia ogłosiła neutralność. Jednak już 2 sierpnia 1914 roku Berlin przedstawił belgijskiemu rządowi ultimatum, żądając, aby wojska niemieckie mogły przejść przez terytorium Belgii i dając Belgom 12 godzin na odpowiedź. Następnego dnia belgijski rząd odpowiedział zdecydowaną odmową, po czym Niemcy wypowiedziały wojnę Belgii. W ten sposób Belgia została zmuszona do przystąpienia do wojny, pomimo deklarowanej neutralności. W odpowiedzi Imperium Brytyjskie wypowiedziało wojnę Niemcom 4 sierpnia. W Belgii ogłoszono mobilizację. Armia przygotowywała się do obrony przed nacierającymi wojskami niemieckimi, które już 2 sierpnia zajęły Luksemburg.
4 sierpnia wojska niemieckie przekroczyły granicę niemiecko-belgijską. Rozpoczęły się pierwsze walki pomiędzy niemiecką kawalerią a 12 Brygadą Piechoty armii belgijskiej. Wojska niemieckie ruszyły w kierunku Liège, które znajdowało się 30 kilometrów od granicy i górowało nad głównymi przeprawami przez Mozę. Belgowie wysadzili wszystkie mosty na rzece, a Niemcy, dotarłszy do zniszczonych przepraw, zaczęli budować mosty pontonowe, jednak zostali ostrzelani przez Belgów. Po tej porażce niemieckie dowództwo zdało sobie sprawę, że dla kontynuowania ofensywy koniecznością będzie szturmowanie Liège.

## Fortyfikacje twierdzy

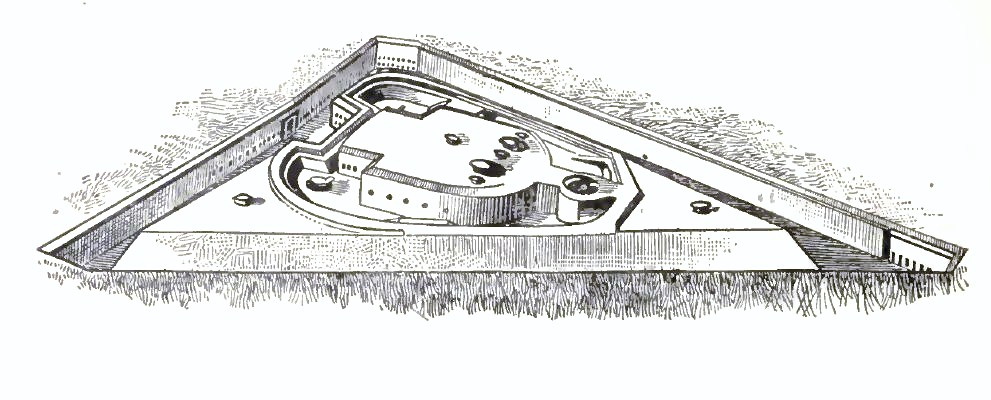
Trójkątny fort Brialmont, 1914

Umocnienia Liège zostały zbudowane w latach 80. XIX wieku pod kierownictwem inżyniera Henriego Brialmonta. Pozycje obronne składały się z sześciu dużych fortów i sześciu mniejszych. Forty miały kształt trójkątny lub czworokątny, w zależności od ukształtowania terenu. Najczęściej jednak budowano forty trójkątnie, choć ten typ fortyfikacji był krytykowany przez czołowych inżynierów od samego początku. Forty zaprojektowano tak, aby wytrzymały ostrzał z najcięższej istniejącej w tamtym czasie (1888) artylerii kal. 210 mm. Beton wylewano bez zbrojenia. Prace prowadzono tylko w świetle dnia, co powodowało słabą przyczepność między warstwami wylewanymi wieczorem i rano następnego dnia. Każdy fort był wyposażony w generator parowy zasilający oświetlenie, pompy wody i reflektory. Forty wybudowano na obu brzegach Mozy w odległości 6–9 km od miasta. Główna część umocnień znajdowała się pod ziemią, na powierzchni widoczny był jedynie wał z opancerzonymi wieżami, z którego prowadzono ostrzał artyleryjski. Istniały też mniejsze wieżyczki dla szybkostrzelnych dział i karabinów maszynowych. Sześć dużych fortów, jak również sześć mniejszych, miało łącznie 400 dział, najcięższe o kalibrze 210 mm. Uzbrojenie jednego fortu składało się z maksymalnie ośmiu dział kalibru 120–200 mm oraz trzech lub czterech dział przeciwpancernych kal. 57 mm. Załoga dużego fortu składała się z 400 ludzi, małych fortów broniło 80–100 ludzi.

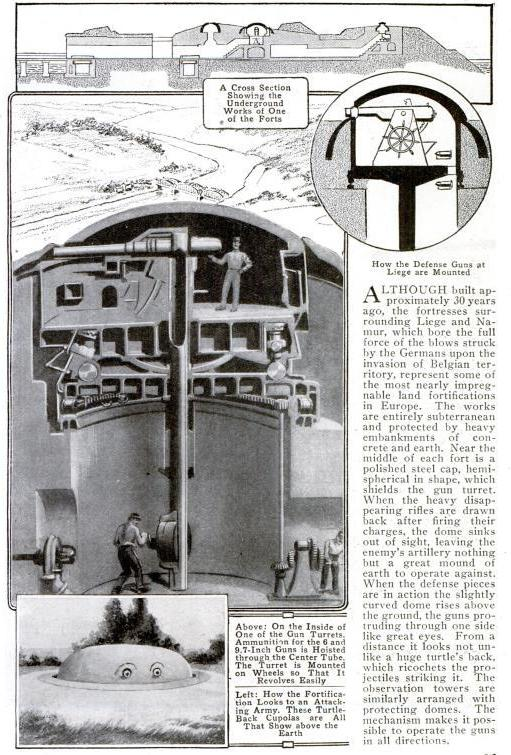
Przekrój wieży pancernej i fortu z „Popular Mechanics”

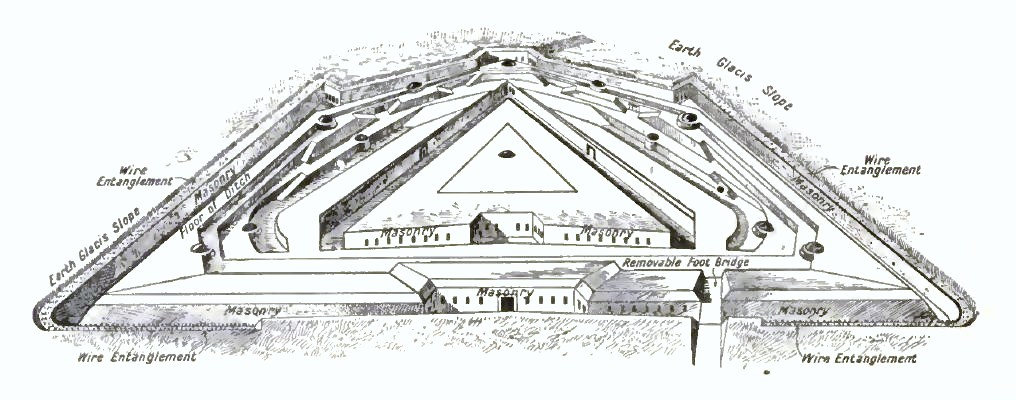
Trapezoidalny fort Brialmont, 1914

Belgijskie forty miały niewielkie zapasy żywności, wystarczające jedynie na codzienne potrzeby załogi. Toalety, prysznice, kuchnie i kostnica znajdowały się w przeciwskarpie, która w warunkach bojowych zupełnie nie spełniała swej roli. Miało to negatywny wpływ na zdolność fortów do wytrzymania długiego szturmu. Pomieszczenia socjalne znajdowały się bezpośrednio za koszarami, otwarte na tylny bok fortu, ze słabszą ochroną niż dwa „główne” boki. Tylne boki fortów zostały celowo osłabione w związku z założeniem, że w przypadku ich zdobycia przez wroga będzie można łatwiej odbić fort, atakując go od tyłu. Ponadto taka konstrukcja umożliwiała naturalną wentylację pomieszczeń mieszkalnych i socjalnych (wentylacja mechaniczna dopiero się wówczas pojawiała). Jednak te teoretyczne założenia okazały się w praktyce katastrofalne, ponieważ oddziały niemieckie, po opanowaniu luk między fortami, mogły łatwo zaatakować je od tyłu. Luki między fortami miały być utrzymywane jedynie przez oddziały piechoty. Belgowie nie chcieli dawać Niemcom powodu do oskarżania Belgii o przygotowywanie się do wojny i dopiero pierwszego jej dnia – 2 sierpnia – rozpoczęli prace nad kopaniem okopów między fortami. W efekcie żołnierze belgijscy bronili się w naprędce wykonanych, płytkich okopach osłoniętych jedynie drutem kolczastym. Prace nad wyburzaniem domów i wycinką drzew dla oczyszczenia pola ostrzału również rozpoczęto dopiero 2 sierpnia.
Główne wady konstrukcyjne twierdzy to:
- brak jednolitej linii umocnień, który dawał wrogowi możliwość wdarcia się do miasta i zajścia wszystkich fortów od tyłu.
- brak wcześniejszego przygotowania obrony luk między fortami, co doprowadziło do ich szybkiego przełamania.

Oprócz wad technicznych, duże znaczenie miały też wady organizacyjne. Forty:
- były konstrukcyjnie słabo dostosowane do okolicznego terenu;
- nie były w stanie wspierać się nawzajem ogniem, więc mogły być łatwo otaczane przez wroga i zdobywane jeden po drugim;
- zajmowały niewielki obszar, na którym elementy obronne były bardzo ciasno stłoczone. Doprowadziło to do szybkiego zniszczenia wszystkich tych elementów i zdemoralizowania załogi, zwłaszcza gdy zaczęły do nich strzelać działa kal. 210 mm, których ostrzał teoretycznie forty powinny wytrzymać[12] .

Oprócz tych poważnych wad, fortyfikacje od czasu budowy nie były poddawane żadnym poważnym modyfikacjom i w 1914 roku były już bardzo przestarzałe. Stare forty nie mogły wytrzymać ostrzału z nowych modeli ciężkich dział. Działa forteczne miały krótszy zasięg niż artyleria oblężnicza, wskutek czego ta druga mogła ostrzeliwać twierdzę praktycznie bezkarnie. Dlatego też, pomimo wszelkich wysiłków generała Lemana, aby wzmocnić twierdzę, forty zaczęły się poddawać jeden po drugim, gdy tylko Niemcy zaczęli je ostrzeliwać ciężką artylerią.

## Siły stron

### Belgia
W Liège stacjonowała 3 Dywizja Piechoty, a także brygada z 4 Dywizji Piechoty. Ponadto w Liège znajdował się stały garnizon i siły policyjne, w sumie około 36 000 żołnierzy i oficerów. Jednak załoga twierdzy składała się niemal wyłącznie ze starszych wiekiem rezerwistów. Ponadto każda kompania wojsk belgijskich miała tylko jednego oficera. Dowódcą 3 Dywizji Piechoty i komendantem twierdzy był gen. por. Gérard Leman. 

### Niemcy
Aby zdobyć Liège, niemieckie dowództwo utworzyło grupę wojsk, którą nazwano Armią Mozy, pod dowództwem gen. Ottona von Emmicha. Wśród wojsk, które miały zdobyć twierdzę, znajdowało się sześć wzmocnionych brygad piechoty z 2 Armii, 2 Korpusu Kawalerii (trzy dywizje) pod dowództwem gen. Georga von der Marwitza. Początkowo siły niemieckie liczyły 59 800 żołnierzy i oficerów z 124 armatami, w tym czterema ciężkimi działami kal. 210 mm. W operacji uczestniczył również przedstawiciel Sztabu Generalnego, gen. Erich Ludendorff.
Austro-węgierskie jednostki artyleryjskie przybyły do Liège 19 sierpnia 1914 roku, trzy dni po upadku twierdzy, więc nie wzięły udziału w bitwie i zostały skierowane do trwającego właśnie oblężenia Namur.

## Atak
Wieczorem 5 sierpnia wojska niemieckie zbliżyły się do linii fortów Liège. Niemieckie dowództwo postanowiło zdobyć twierdzę za pomocą ataku z zaskoczenia. 5 sierpnia, po przygotowaniu artyleryjskim, niemieckie pułki rozpoczęły natarcie na luki między fortami. W pierwszej fazie bitwy niemiecka artyleria nie wyrządziła żadnych szkód belgijskim fortom, Belgowie zaś zadali atakującym ciężkie straty ogniem obronnym. W niektórych miejscach Niemcom udało się przebić się na niewielką odległość do fortów, ale ogień karabinów maszynowych zniszczył powstrzymał ich od bliższego podejścia. W pobliżu fortu Barchon rozgorzała walka na bagnety, w której oddziałom belgijskim udało się odeprzeć Niemców. Oczekiwanie na nagły, potężny atak niemiecki nie spełniło się, a wojska agresora poniosły ciężkie straty. Pewien belgijski oficer wspominał później szczegóły pierwszego natarcia wojsk niemieckich:

Nawet nie próbowali atakować w szyku, rzucili się hurtem, tworząc straszliwą barykadę z zabitych i rannych. Zaczęliśmy się nawet obawiać, że zasłoni nam ona widok i nie będziemy mogli dalej celnie strzelać. Góra trupów stała się już ogromna i zastanawialiśmy się, czy strzelać przez nią, czy wyjść i odciągać trupy. Wierzyć czy nie, ta prawdziwa ściana zabitych i umierających pozwoliła Niemcom podpełznąć bliżej i rzucić się na przednie zbocza fortów, ale nie udało im się przebiec nawet połowy drogi – nasze karabiny maszynowe i broń ręczna zmiotły ich od razu. Oczywiście, my również ponieśliśmy straty, ale były one nieznaczne w porównaniu z rzezią, jaką zadaliśmy wrogowi

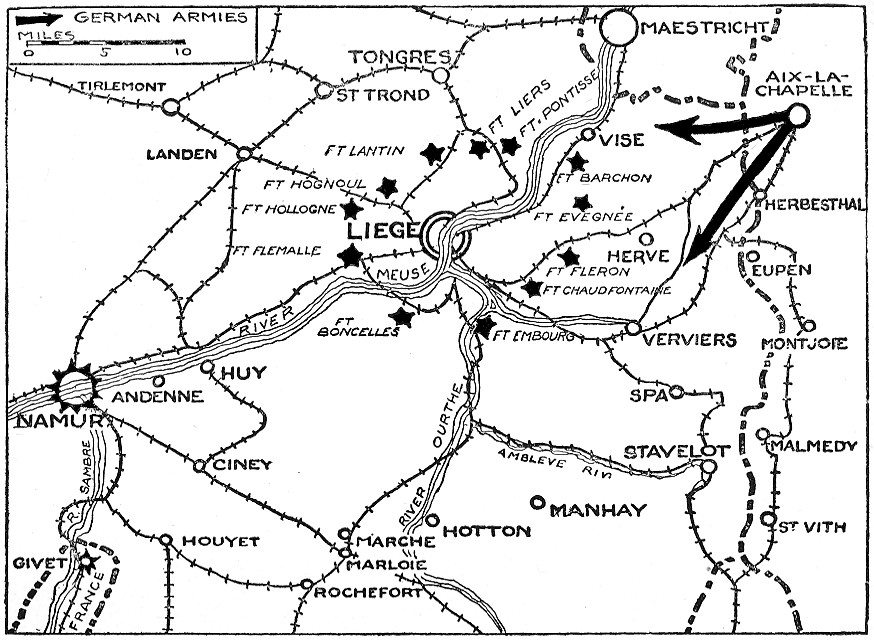
Schemat bitwy

W nocy 6 sierpnia Niemcy postanowili przeprowadzić kolejny atak. Generał Ludendorff osobiście poprowadził 14 Brygadę w miejsce dowódcy brygady, generała majora von Wüssowa, który zginął wcześniejszego dnia. W nowym ataku Niemcom udało się przebić przez lukę między fortami Fleuron i Evenie. Do południa 6 sierpnia oddziały niemieckiej 14 Brygady przebiły się przez pierścień fortów i umocniły swoje pozycje na prawym brzegu Mozy. Tego samego dnia, po raz pierwszy w historii wojen, Niemcy przeprowadzili nalot lotniczy. Sterowiec Zeppelin z Kolonii zrzucił 13 bomb na Liège, zabijając 9 cywilów. Ponadto artyleria 14 Brygady rozpoczęła ostrzał miasta z okolicznych wzniesień. Środki te podjęto w celu zastraszenia obrońców Liège.
Ponadto Niemcy uciekli się do fortelu, wysyłając do miasta oddział ubrany w mundury podobne do brytyjskich. Niemcy, przybywszy samochodem do kwatery głównej komendanta Lehmanna w Liège, zażądali spotkania z generałem. Jednak ich plan się nie powiódł i zostali zdemaskowani. Po tym incydencie Lehmann opuścił miasto i udał się do fortu Loncin.

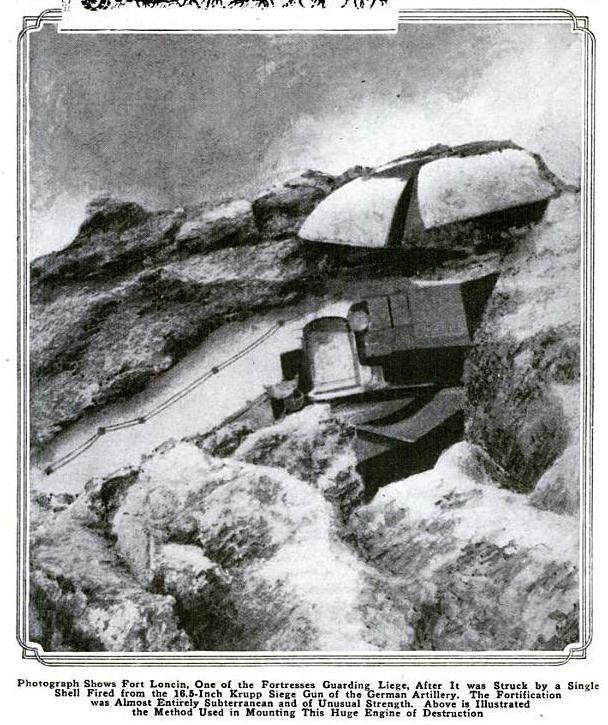
Zdjęcie zniszczonego fortu Loncin

Po tym, jak niemieckiej brygadzie udało się przebić przez pierścień fortów, stało się dla Lehmanna jasne, że konieczne jest zachowanie w stanie zdolności bojowej 3 Dywizji Piechoty. Obawiając się, że jednostka zostanie odcięta od głównych sił, generał Lehmann wydał rozkaz wycofania 3 Dywizji na zachodni brzeg Mozy.
Podczas wycofywania się wojsk belgijskich Ludendorff wraz ze swoim adiutantem jako pierwszy wdarł się do Liège, wyprzedzając swoje wojska samochodem, po czym przejechał przez całe miasto aż do cytadeli, której garnizon, ulegając panice, poddał się mu.
Po opuszczeniu miasta przez 3 Dywizję, oddziały niemieckiej 14 Brygady wkroczyły do Liège. W ten sposób 7 sierpnia Niemcom udało się zdobyć miasto i kilka przepraw przez Mozę. Nie przyniosło to im jednak żadnych korzyści operacyjnych, ponieważ główne przeprawy były wciąż ostrzeliwane z fortów, które nadal stawiały opór.
Po tym do miasta wkroczyły kolejne trzy niemieckie brygady piechoty. Aby zdobyć forty Liège i rozpocząć przeprawę przez Mozę, niemieckie dowództwo ściągnęło jeszcze trzy korpusy armijne, zwiększając liczbę swoich żołnierzy w rejonie Liège do 100 000 ludzi. 10 sierpnia niemiecka piechota zdobyła pierwszy fort, Barchon. 12 sierpnia do Liège dotarły działa oblężnicze kal. 305 mm i 420 mm. Te potężne, nowoczesne działa z łatwością zniszczyły przestarzałe fortyfikacje fortów. Pierwszy padł fort Pontisse, a następnie wszystkie inne forty Liège, z wyjątkiem ostatniego, Loncin. 16 sierpnia, podczas bombardowania, w forcie Loncin wybuchł skład amunicji, w wyniku czego większość obrońców zginęła lub została ranna. Niemieccy żołnierze, wdarłszy się do środka, znaleźli generała Lehmanna nieprzytomnego i wzięli go do niewoli. Za zdobycie Liège generałowie Ludendorff i Emmich zostali odznaczeni Orderem Pour le Mérite.

## Dalsze działania bojowe

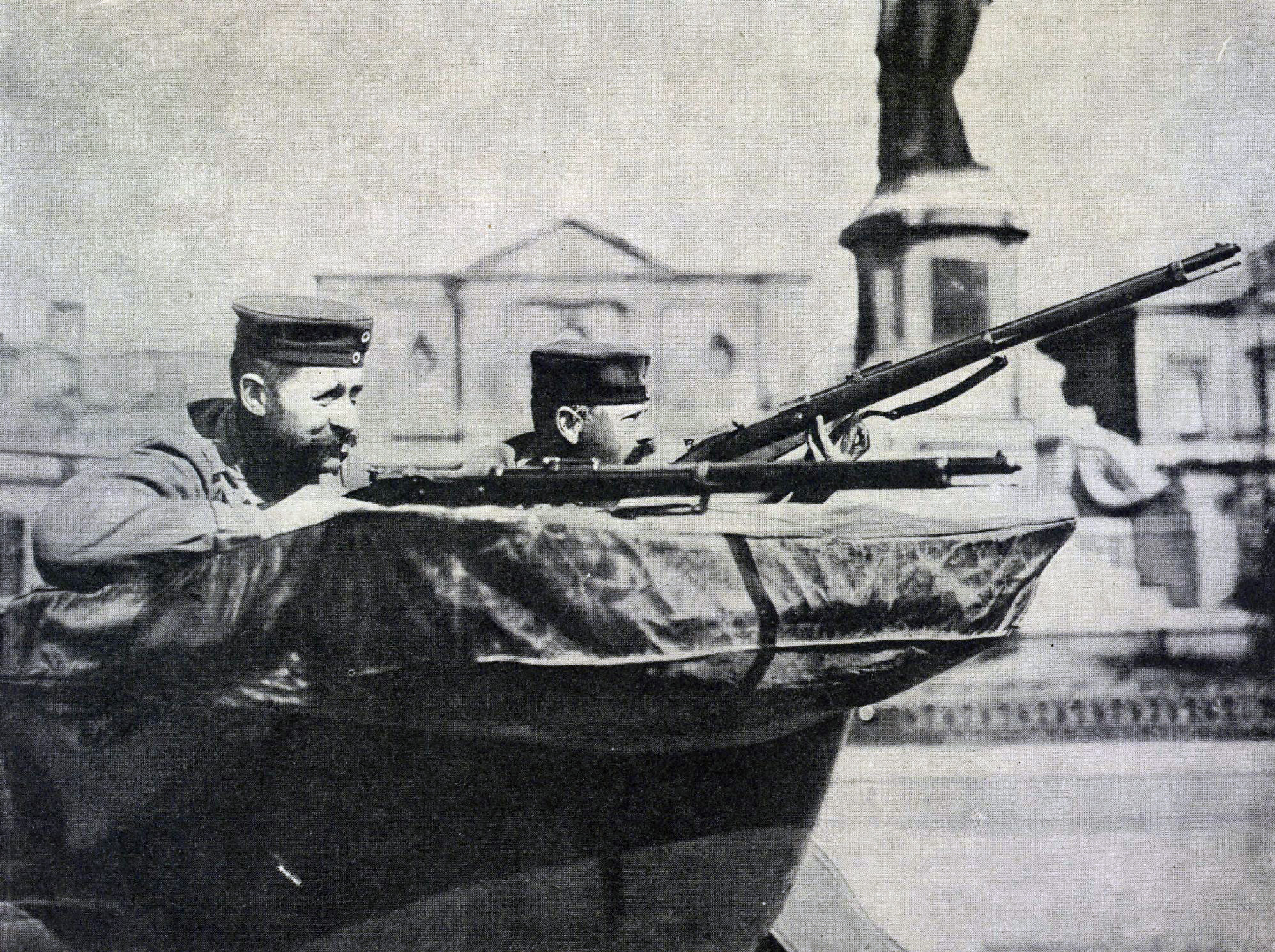
Żołnierze niemieccy czekają na kontratak Belgów w Liège

Po upadku Liège 17 sierpnia wojska niemieckie rozpoczęły decydującą ofensywę w kierunku granicy francusko-belgijskiej. 1., 2. i 3 Armia niemiecka rozpoczęły marsz przez Belgię. 1 Armia gen. Alexandra von Klucka posuwała się w kierunku Brukseli. Po jej lewej stronie 2 Armia Karla von Bülowa posuwała się w kierunku granicy francuskiej, a 3 Armia Maxa von Hausena kontynuowała swój marsz dalej w lewo. Dowództwo niemieckie planowało rozpocząć generalną ofensywę 15 sierpnia, więc obrona Liège opóźniła ich tylko o 2 dni, a nie o 2 tygodnie, jak powszechnie się uważa.
Po upadku Liège jednostki 1. i 2 Armii zaczęły forsować Mozę. Następnie niemieckie dowództwo rozpoczęło realizację planu ataku na Francję przez terytorium Belgii. Armia belgijska osłaniała Brukselę, część sił znajdowała się nad rzeką Dijle, a jedna dywizja piechoty pozostała, aby bronić Namur. 18 sierpnia rozpoczęły się walki między nacierającymi armiami niemieckimi a wojskami belgijskimi, w wyniku których jednostki belgijskie wycofały się za rzekę Dijle. 20 sierpnia wycofująca się armia belgijska zbliżyła się do Antwerpii. Niemieckie dowództwo przeznaczyło część sił z 1 Armii do oblężenia miasta. W tym czasie główne siły niemieckich wojsk zdobyły stolicę Belgii, Brukselę. W ten sposób 1., 2. i 3 Armia niemiecka pokonały znaczną część terytorium Belgii i dotarły do linii Bruksela – Namur – Dinant, przygotowując się do walki z głównymi siłami armii francuskiej.

## Rezultaty
Podczas oblężenia fortyfikacje spełniły swoją rolę, opóźniając armię niemiecką na tyle długo, aby umożliwić mobilizację armii franuskiej i belgijskiej. Oblężenie ujawniło jednak niedociągnięcia w konstrukcji fortów i belgijskiej strategii w ogóle. Same forty cierpiały z powodu słabego zrozumienia technologii betonu przez budowniczych, a także z powodu absolutnie niewystarczającej załogi garnizonu i zapasów amunicji w obliczu ognia superciężkiej artylerii. Powietrze, niezdatne do oddychania z powodu bombardowań, dym z własnych dział i ludzkie odchody były powodem demoralizacji załogi i poddania się większości pozycji. Mimo to opóźnienie wroga spowodowane obroną twierdzy ułatwiło Belgii, a co ważniejsze, również Francji, przeprowadzenie mobilizacji. Gdyby Niemcom udało się zdobyć Liège tak szybko, jak się spodziewali, armia niemiecka mogłaby znaleźć się w Paryżu, zanim Francuzi zdołaliby zorganizować obronę w I bitwie nad Marną .